# Serhiy Krávchenko
Serhiy Kravchenko (Donetsk, Unión Soviética, 24 de abril de 1983) es un futbolista ucraniano. Juega de centrocampista y su equipo actual es el Chornomorets Odesa ucraniano.

## Biografía
Serhiy Kravchenko actúa de centrocampista por el centro del campo, aunque a veces es utilizado en la banda izquierda. Empezó jugando en las categorías inferiores del Shakhtar Donetsk.
En 2005 se marcha a Azerbaiyán para jugar con el FK Karabakh Agdam, equipo con el que conquista un título de Copa.
En 2006 regresa a su país, donde recala en el Vorskla Poltava, donde se convierte en uno de los mejores jugadores de la plantilla.
El 28 de julio de 2008 firma un contrato con su actual club, el Dinamo de Kiev, aunque no se uniría a él hasta principios de 2009.
En diciembre de 2009 fue traspasado al FC Dnipro Dnipropetrovsk, también ucraniano.

## Selección nacional
Ha sido internacional con la Selección de fútbol de Ucrania en 9 ocasiones. Su debut con la camiseta nacional se produjo el 24 de mayo de 2008 en un partido amistoso contra los Países Bajos en el que su selección perdió por tres goles a cero.

### Goles internacionales
| # | Fecha      | Lugar   | Rival   | Gol | Resultado | Competición |
| - | ---------- | ------- | ------- | --- | --------- | ----------- |
| 1 | 28-08-2008 | Ucrania | Polonia | 1-0 | 1-0       | Amistoso    |

## Clubes
| Club                     | País       | Año       |
| ------------------------ | ---------- | --------- |
| FK Qarabağ               | Azerbaiyán | 2005-2006 |
| Vorskla Poltava          | Ucrania    | 2006-2009 |
| FC Dinamo de Kiev        | Ucrania    | 2009      |
| FC Dnipro Dnipropetrovsk | Ucrania    | 2010-2017 |
| FC Volyn Lutsk (cedido)  | Ucrania    | 2015-2016 |
| SC Dnipro-1              | Ucrania    | 2017-2020 |
| Chornomorets Odesa       | Ucrania    | 2021-     |

## Títulos
- 1 Copa de Azerbaiyán (FK Karabakh Agdam, 2006)